# قلعه یزدگرد (رامهرمز)
قلعه یزدگرد به مجموعه بناهایی مربوط به دوره ساسانیان، در روستای چم لیشان شهرستان رامهرمز اشاره دارد. این اثر در تاریخ ۲۵ اسفند ۱۳۷۹ با شمارهٔ ثبت ۳۳۵۳ به‌عنوان یکی از آثار ملی ایران به ثبت رسیده‌است.

## قلعه یزدگرد (تاشاری) و صخره زرد بردیه
این قلعه در ۳۵ کیلومتری شمال شرقی رامهرمز واقع شده‌است. برای رسیدن به آن باید از طریق جاده «رامهرمز ـ باغملک» و پس از عبور از روستای ماماتین، وارد روستایی به نام تشکی شد.
تشکی در درهای تنگ واقع شده‌است که رودخانه زرد از کنار آن عبور می‌کند. در این دره روستاییان با استفاده از آب رودخانه به کشت برنج می‌پردازند.
قلعه تاشاری درسمت چپ دره و در پهن‌هایی وسیع و مرتفع قرار دارد و در اطراف آن دره‌های عمیق و هولناکی واقع شده‌است که امکان دست‌یابی به آن را مشکل می‌کند. این قلعه دارای دو دروازه ورودی، یکی شمالی و دیگری جنوبی می‌باشد. برای رسیدن به دروازه شمالی می‌بایست پس از عبور از روستای تشکی و عبور از رود زرد از طریق جاده‌ای مالرو و سنگلاخ از کوه بالا رفت. در دروازه شمالی آثاری از یک برج که با سنگ و گچ ساخته شده دیده می‌شود. درون قلعه و در سطح وسیعی آثار زیادی از خانه‌های ویران دیده می‌شود که خیابان‌های تنگ و دراز، آن‌ها را از هم جدا می‌سازد. در ساخت خانه‌ها از ملاط گل بیش از ملاط گچ استفاده شده‌است. برای استفاده ساکنان قلعه در جهت غرب قلعه و در پایین آن، محلی وجود دارد که آب رودخانه با تمهیداتی در آن جمع می‌شده و از طریق نقب‌هایی که به پایین زده شده بود آب را به داخل قلعه می‌آوردند. دروازه ورودی دوم قلعه در جنوب آن است. در اینجا نیز آثاری از یک برج قراردارد. اما تفاوت آن با دروازه شمالی این است که خندقی نیز در جلو و پایین این دروازه وجود دارد که درگذشته می‌توانسته عامل دفاعی مناسبی برای قلعه باشد. وسعت قلعه تاشاری به اندازه‌ای است که حتی می‌توان از آن به عنوان شهرک نام برد. دره‌ای که درسمت غرب آن قراردارد، به دره مختارک معروف است. با توجه به اینکه شهر رامهرمز در دوره زنگیان به تصرف آنان درآمد و با وجود شهر و قلعه‌ای ویران به نام مختارک در شمال شهر رامهرمز، این احتمال وجود دارد که قلعه تاشاری از جمله مکان‌هایی بوده باشد که مورد استفاده زنگیان قرار می‌گرفته.